# Yuty
Yuty é uma cidade do Paraguai, Departamento Caazapá.
Foi fundada em 4 de outubro de 1661, pelo franciscano Luís de Bolaños.

## Transporte
O município de Yuty é servido pelas seguintes rodovias:
- Ruta 08, que liga a cidade de San Estanislao ((Departamento de San Pedro) ao município de Coronel Bogado.
- Caminho em terra ligando a cidade ao município de Tres de Mayo
- Caminho em terra ligando a cidade ao município de Yegros[3][4][5]